# Gramatneusiedl
Gramatneusiedl ist eine Marktgemeinde mit 3700 Einwohnern (Stand 1. Jänner 2025) im Bezirk Bruck an der Leitha in Niederösterreich.

## Geografie
Gramatneusiedl liegt im Industrieviertel in Niederösterreich südlich von Wien an der Fischa im Wiener Becken. Die Fläche der Marktgemeinde umfasst 6,75 Quadratkilometer, 70 Prozent sind landwirtschaftliche Nutzfläche und elf Prozent Gärten. Drei Prozent der Fläche sind bewaldet.

### Gemeindegliederung
Einzige Katastralgemeinde und Ortschaft ist Gramatneusiedl.
Das Siedlungsareal geht im Süden in das Gemeindegebiet von Mitterndorf an der Fischa ebenso wie in das von Reisenberg über. Im Ortsverzeichnis wird der Teil von Mitterndorf an der Fischa, der sich im Gemeindegebiet befindet als Dorf innerhalb der Gemeinde geführt.
Zählsprengel der Gemeinde sind Gramatneusiedl-Nord (Ort Gramatneusiedl) und Gramatneusiedl-Süd (Ortslagen entlang der Bahnhofstraße, Siedlung Marienthal und Mitterndorf).

### Nachbargemeinden
und Orte
| Himberg Velm (Gem. Himberg) |                                                                                             | Ebergassing                                                                                                   |
|                             | Kompassrose, die auf Nachbargemeinden zeigt                                                 | Götzendorf an der Leitha                                                                                      |
| Moosbrunn                   | Mitterndorf an der Fischa (Gem. Gramatneusiedl, u. Gem. Mitterndorf a.d.Fischa, Bez. Baden) | Neu-Reisenberg (Gem. Reisenberg) Neumitterndorf (Gem. Mitterndorf a.d.F., Bez. Baden) Reisenberg (Bez. Baden) |

## Geschichte

Gramat-Neusiedl um 1873 (Aufnahmeblatt der Landesaufnahme)

Im Altertum war das Gebiet Teil der römischen Provinz Pannonia. Im Jahr 1120 wird der Ort erstmals urkundlich als Gezenniusidelen genannt.
Bis um 1520 befindet sich Gramatneusiedl im Besitz mehrerer Herrschergeschlechter (Laaer, Ebersdorfer, Ladendorfer), der Wiener Patrizierfamilie Tirna und seit 1398 auch des Metropolitankapitels (Wiener Domkapitel) zu Sankt Stephan. Von 1520 bis 1840 ist die Herrschaft Gramatneusiedl im Alleinbesitz des Metropolitankapitels in Wien, ausgenommen 1621 bis 1668 (Bonacina, seit 1642 Hartmann V. Fürst von Lichtenstein). Der Ort wird 1529 und 1683 durch die zwei Türkenkriege und 1704 durch die Kuruzzen verwüstet.
1751 wird die alte Ladenmühle von Ignaz Osmann erneuert; dieser lässt 1771–1774 eine zweite Mühle (Theresienmühle) erbauen. Ab 1820 wird diese Theresienmühle in die erste Textilfabrik Marienthal ausgebaut. 1846 wird die Eisenbahnlinie Wien – Bruck an der Leitha (heute Ostbahn) in Betrieb genommen.
1840 kaufte die Gemeinde um 60.000 Gulden die Grundherrschaft vom Wiener Domkapitel und nannte sich seither „Freie Gemeinde Gramatneusiedl“. Nach dem Anschluss Österreichs an das Dritte Reich im Jahre 1938 wurde der Ort als Teil des neugeschaffenen 23. Bezirk Schwechat nach Groß-Wien eingegliedert. Die Gemeinde wurde 1954 durch die Abtrennung von Wien wieder selbständig.
1995 wurde der Ort zur Marktgemeinde erhoben.
Von 1954 bis zu dessen Auflösung am 1. Jänner 2017 war Gramatneusiedl Teil des Bezirks Wien-Umgebung.

## Kultur und Sehenswürdigkeiten

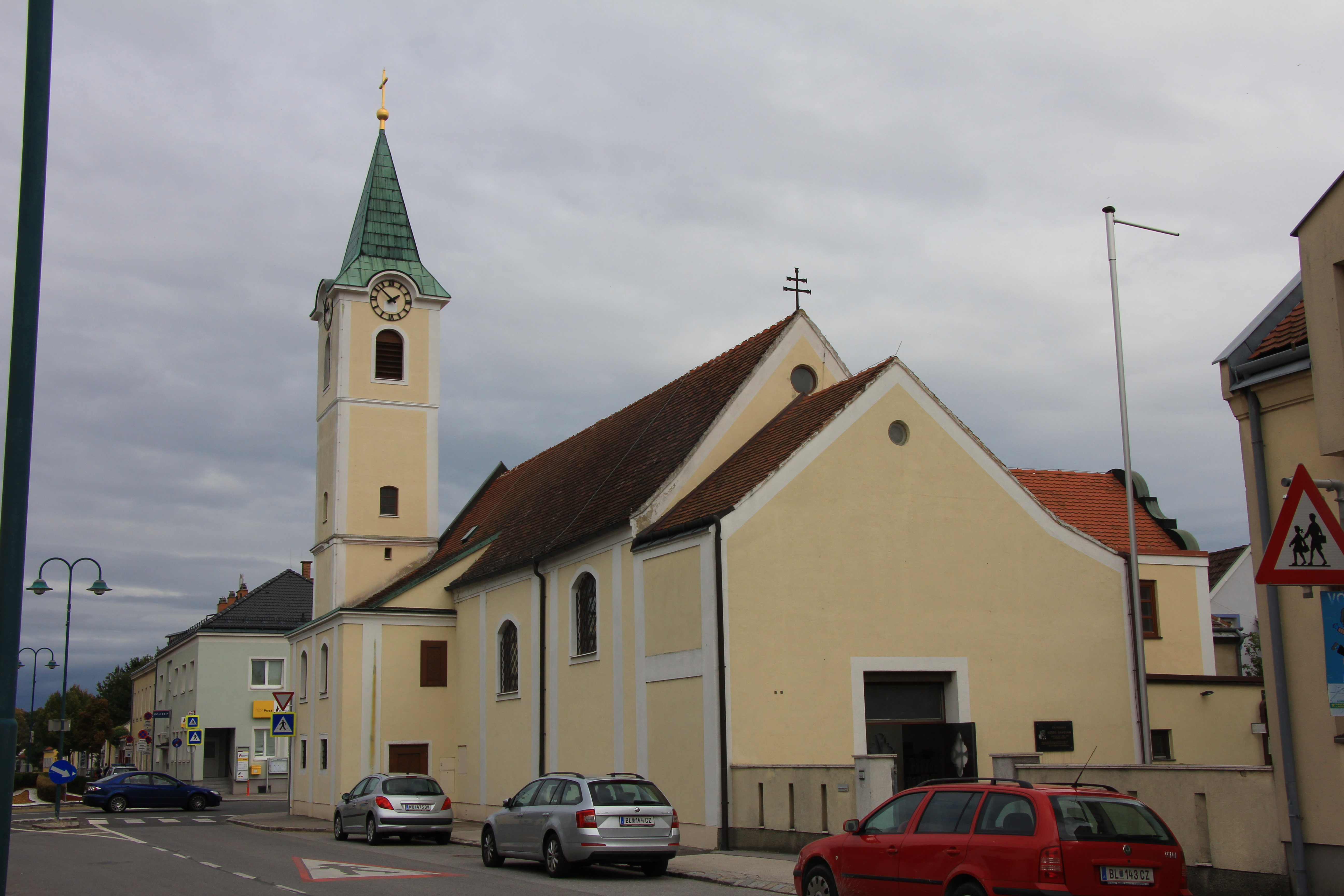
Pfarrkirche Gramatneusiedl

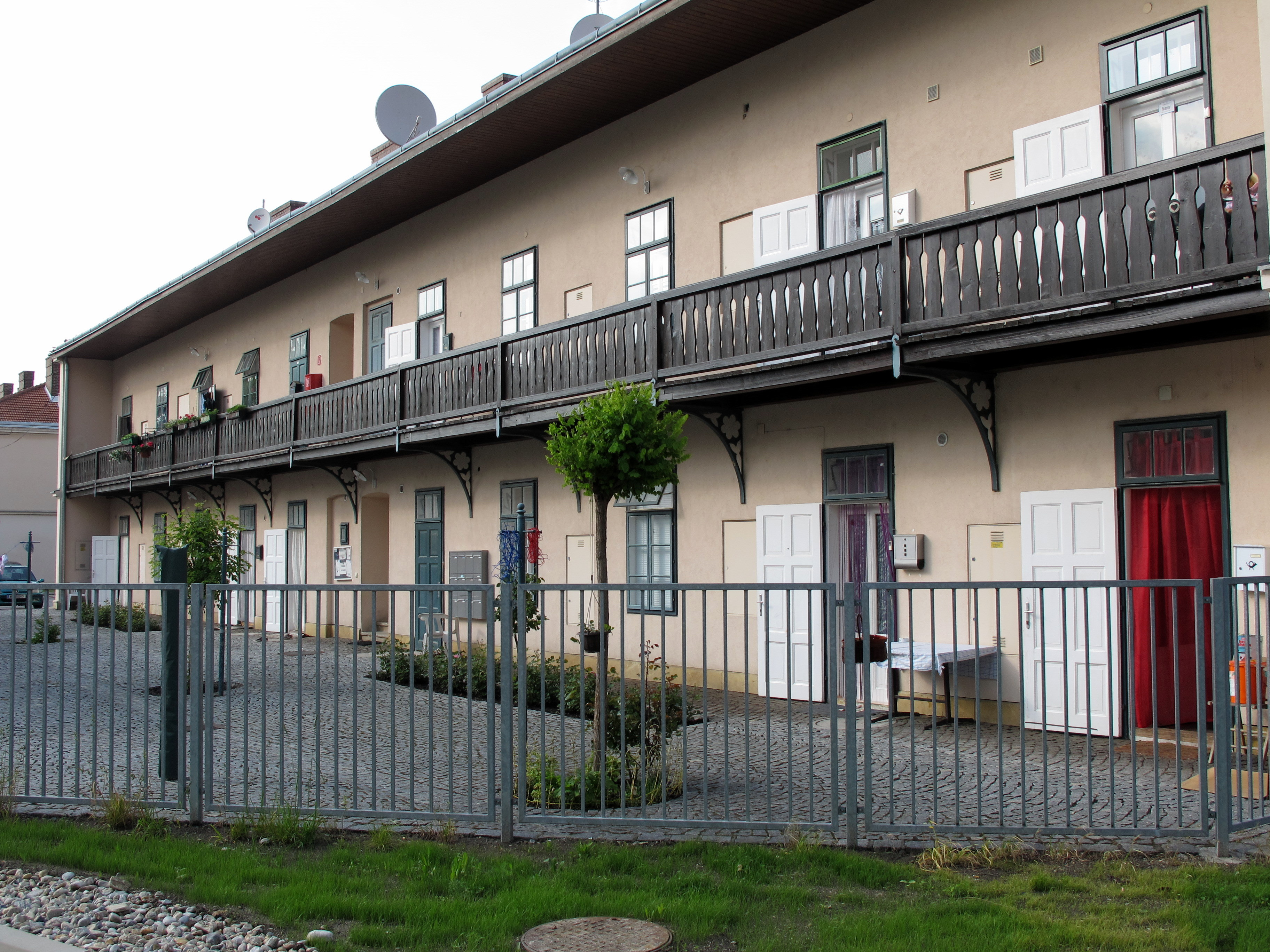
Arbeiterwohnhaus der Textilfabrik Marienthal

- Katholische Pfarrkirche Gramatneusiedl Hll. Peter und Paul
- Marienthal: Historische Arbeitersiedlung. In der Arbeitersiedlung Marienthal untersuchten die Soziologen Marie Jahoda, Paul Felix Lazarsfeld und Hans Zeisel die Folgen der Arbeitslosigkeit. Ihre Forschungsarbeit „Die Arbeitslosen von Marienthal“ wurde 1933 veröffentlicht und gilt heute als ein Meilenstein der Soziologie.
- Oldtimermuseum Gramatneusiedl: auf circa 12.000 m² Automobil-, Sport- und Exklusivwagen-Ausstellung etc.

## Wirtschaft und Infrastruktur
Nichtlandwirtschaftliche Arbeitsstätten gab es im Jahr 2001 87, land- und forstwirtschaftliche Betriebe nach der Erhebung 1999 20. Die Zahl der Erwerbstätigen am Wohnort betrug nach der Volkszählung 2001 1041. Die Erwerbsquote lag 2001 bei 47 Prozent.

### Verkehr
- Bahn: Der Ort liegt an der Ostbahn und ist dadurch sowohl mit Wien als auch mit Bruck an der Leitha verbunden. Im Bahnhof Gramatneusiedl zweigt die Verbindungsstrecke nach Wiener Neustadt über Pottendorf ab. Die Strecke wurde aber für den Personenverkehr vor einigen Jahren eingestellt. Es verkehren nur noch Güterzüge. Die Strecke wird auch als Ausweichstrecke der Südbahn für Schnellzüge zwischen Wiener Neustadt und Wien verwendet.[5]
- Straße: Die Straßenverbindung nach Wien verläuft über die Mannersdorfer Straße B 15, die drei Kilometer nordöstlich am Ort vorbeiführt.
- Werksverkehr: Ein regelmäßiger Shuttle-Bus verkehrt zwischen dem Bahnhof und Seibersdorf.

### Bildung
In der Gemeinde gibt es zwei Kindergärten, zwei Volksschulen und eine Neue Mittelschule mit Musik als Schwerpunkt.

## Politik

### Gemeinderat
Der Gemeinderat hatte 21 Mitglieder und 23 Mitglieder ab dem Jahr 2025.
- Nach den Gemeinderatswahlen in Niederösterreich 1990 hatte der Gemeinderat folgende Verteilung: 15 SPÖ, 5 ÖVP und 1 Liste Friedl.
- Nach den Gemeinderatswahlen in Niederösterreich 1995 hatte der Gemeinderat folgende Verteilung: 13 SPÖ, 3 ÖVP, 2 FPÖ und 1 Liste Friedl.[8]
- Nach den Gemeinderatswahlen in Niederösterreich 2000 hatte der Gemeinderat folgende Verteilung: 14 SPÖ, 4 ÖVP, 2 Liste Friedl und 1 FPÖ.[9]
- Nach den Gemeinderatswahlen in Niederösterreich 2005 hatte der Gemeinderat folgende Verteilung: 13 SPÖ, 5 ÖVP und 3 Liste aktiv.[10]
- Nach den Gemeinderatswahlen in Niederösterreich 2010 hatte der Gemeinderat folgende Verteilung: 10 SPÖ, 5 ÖVP, 4 Voran, 1 Liste aktiv und 1 FPÖ.[11]
- Nach den Gemeinderatswahlen in Niederösterreich 2015 hatte der Gemeinderat folgende Verteilung: 10 SPÖ, 6 ÖVP, 3 Voran, 1 FPÖ und 1 GRÜNE.[12]
- Nach den Gemeinderatswahlen in Niederösterreich 2020 hatte der Gemeinderat folgende Verteilung: 11 SPÖ, 7 ÖVP, 2 GRÜNE und 1 Voran.[13]
- Nach den Gemeinderatswahlen in Niederösterreich 2025 hat der Gemeinderat folgende Verteilung: 13 SPÖ, 6 ÖVP, 2 GRÜNE und 2 FPÖ.[14]

### Bürgermeister
- 1919–1934 Josef Bilkovsky (SDAP)
- 1975–2004 Klaus Soukup (SPÖ)
- 2004–2010 Leopold Zolles (SPÖ)
- 2010–2020 Erika Sikora (SPÖ)
- seit 2020 Thomas Schwab (SPÖ)[15]

### Wappen
| Wappen von Gramatneusiedl | Blasonierung: „In einem grünen Schild zwei gekreuzte, abwärts gewendete, silberne Sensen, die überragt werden von einem, durch einen silbernen Faden getrennten, roten Schildeshaupt, welches mit einem goldenen Weberschiffchen belegt ist.“ |
| Wappen von Gramatneusiedl | Wappenbegründung: Das Wappen wurde der Gemeinde im Jahr 1981 verliehen. |

## Persönlichkeiten
- Josef Bilkovsky (1871–1940), Weber und Bürgermeister
- Hans Fryba (1899–1986), Komponist und Kontrabass-Virtuose
- Klaus Soukup (* 1936), Bankangestellter und Bürgermeister
- Johann Knize (1904–1944), Widerstandskämpfer, hingerichtet am 21. Juni 1944 im Landesgericht Wien
- Josef Knize (1908–1944), Widerstandskämpfer, hingerichtet am 21. Juni 1944 im Landesgericht Wien
- Felix Kolar (1887–1944), Widerstandskämpfer, hingerichtet am 21. Juni 1944 im Landesgericht Wien